# Onychium divaricatum
Onychium divaricatum är en kantbräkenväxtart som först beskrevs av Jean Louis Marie Poiret, och fick sitt nu gällande namn av Arthur Hugh Garfit Alston. Onychium divaricatum ingår i släktet Onychium och familjen Pteridaceae. Inga underarter finns listade.